# Mustafa Ould Salek
Mustafa Ould Salek, född 1936 i Kiffa, död 18 december 2012 i Paris, Frankrike, var en mauretanisk militär och politiker som i egenskap av den dåvarande juntans ledare var Mauretaniens president 1978–1979. Salek slöt fred med Polisario och drog tillbaka trupperna från Västsahara.